# カラビニエ
『カラビニエ』（仏語 Les Carabiniers、「カービン銃兵たち」の意）は、1963年（昭和38年）製作・公開、ジャン＝リュック・ゴダール監督のフランス・イタリア合作映画である。

## 概要
本作は、イタリアのネオレアリズモの映画監督ロベルト・ロッセリーニの書いたブレヒト劇の戯曲をもとに、ゴダールが映画に翻案したものである。
1962年12月 - 1963年1月、フランスのパリ郊外、イル＝ド＝フランス地域圏ヴァル＝ド＝マルヌ県ランジスでロケーション撮影され、1963年5月31日にフランス国内で公開された。バルベ・シュレデール（バーベット・シュローダー）、ジャン＝ルイ・コモリらヌーヴェルヴァーグの映画監督、ジャン・グリュオーら脚本家が出演している。ミケランジュを演じるアルベール・ジュロスは、ヌーヴェルヴァーグの映画監督リュック・ムレの弟で、音楽家のパトリス・ムレである。
1990年、ゴダールは、オムニバス映画『子どもたちはどうしているか』の一篇として、『芸術の幼年期』をアンヌ＝マリー・ミエヴィルと共同監督で製作するが、『カラビニエ』同様のシーンが登場する。
2006年にゴダールは、『レフューズニクたちへの祈り (1)』、『レフューズニクたちへの祈り (2)』という連作短篇を発表するが、『レフューズニクたちへの祈り (1)』は、本作の若きコミュニストの女（オディ・ジュフロワ）をミケランジュ（アルベール・ジュロス）らカラビニエたちが処刑するシーンをほぼそのまま流用、新しくレオ・フェレの楽曲を載せることで異化し、作品化している。

## ストーリー
野原のなかの掘立小屋に「母」のクレオパトル（カトリーヌ・リベイロ）、「娘」のヴェニュス（ジュヌヴィエーヴ・ガレア）、2人の「息子」のユリース（マリノ・マッセ）、ミケランジュ（アルベール・ジュロス）が住んでいる。4人とも同年代の男女にしか見えない。
ある日、カラビニエが2名（ジェラール・ポワロ、ジャン・ブラサ）が現れ、「王様」からのユリースとミケランジュ宛の召集令状をもってくる。文字の読めない2人は、なかなか理解できないが、世界の富が手に入る、とよろこんで戦争にでかける。
やがて、2人は戦利品をトランクに詰めて、意気揚々と帰ってくる。そこに詰まっているのは、大量の絵はがきである。母のクレオパトルも妹のヴェニュスも大よろこびだ。
戦争は終わった。「親子」4人は大よろこびだが、王国軍は敗退し、戦争犯罪人は処刑されることになる。ユリースとミケランジュはあっけなく銃殺された。

## スタッフ
- 監督 : ジャン＝リュック・ゴダール
- 脚本 : ジャン＝リュック・ゴダール、ジャン・グリュオー（フランス語版）、ロベルト・ロッセリーニ
- 撮影監督 : ラウール・クタール
- 撮影 : クロード・ボーソレイユ
- 録音 : ジャック・モーモン（フランス語版）
- 美術 : ジャン＝ジャック・ファーブル
- 編集 : アニエス・ギュモ
- 助監督 : シャルル・L・ビッチ、ジャン＝ポール・サヴィニャック
- 音楽 : フィリップ・アルチュイ（フランス語版）
- プロデューサー : ジョルジュ・ド・ボールガール、カルロ・ポンティ
- 製作会社 : レティシア・フィルム、パリ・ローマ・フィルム

## キャスト
- マリノ・マッセ（イタリア語版） （ユリース）
- アルベール・ジュロス （ミケランジュ）
- ジュヌヴィエーヴ・ガレア（フランス語版） （ヴェニュス）
- カトリーヌ・リベイロ（フランス語版） （クレオパトル）
- バルベ・シュレデール （自動車セールスマン）
- ジャン＝ルイ・コモリ（フランス語版） （魚を持った兵士）
- ジェラール・ポワロ （カラビニエその1）
- ジャン・ブラサ（フランス語版） （カラビニエその2）
- アルヴァロ・ゲリ （カラビニエその3）
- オディ・ジュフロワ （若きコミュニストの女）

ノンクレジット アルファベット順
- パスカル・オドレー （自動車の中の女）
- ロジェ・コッジオ （自動車の中の男）
- カトリーヌ・デュラント （映画中映画のヒロイン）
- ウラジミール・ファテール （革命家）
- ジャン・グリュオー（フランス語版） （赤ん坊の父親）
- ジャン・モンシニー（フランス語版） （兵士）
- ジルベール・セルヴィアン （兵士）

## 関連事項
- ジャン＝リュック・ゴダール監督作品一覧
- フィリップ・アルチュイ （fr:Philippe Arthuys）
- コシノール （fr:Cocinor）

## 註
1. ↑  #外部リンク欄、Internet Movie Database内の本作「Les Carabiniers」の項、リンク先の記述を参照。二重リンクを省く。